# 小花蛇根草
小花蛇根草（学名：Ophiorrhiza liukiuensis）是茜草科蛇根草属的植物。分布于菲律宾、台湾、日本等地，目前尚未由人工引种栽培。